# 13751 Джоелпаркер
13751 Джоелпаркер (13751 Joelparker) — астероїд головного поясу, відкритий 16 вересня 1998 року.
Тіссеранів параметр щодо Юпітера — 3,615.